# Madina Usmonjonova
Madina Odiljon qizi Usmonjonova (ur. 6 maja 1999) – uzbecka zapaśniczka walcząca w stylu wolnym. Wicemistrzyni Azji w 2021 roku.